# Vlag van Victoria (Brits-Columbia)
De vlag van Victoria (Brits-Columbia) is hemelsblauw met een onjuiste versie van het wapen van de stad. Het schild van het wapen, zoals toegekend in 1962, is blauw met een rode driehoek, maar de vlag keert het blauw en rood om.
Soms wordt een alternatieve vlag gezien, die bestaat uit het officiële woordmerk van de stad op een wit veld.

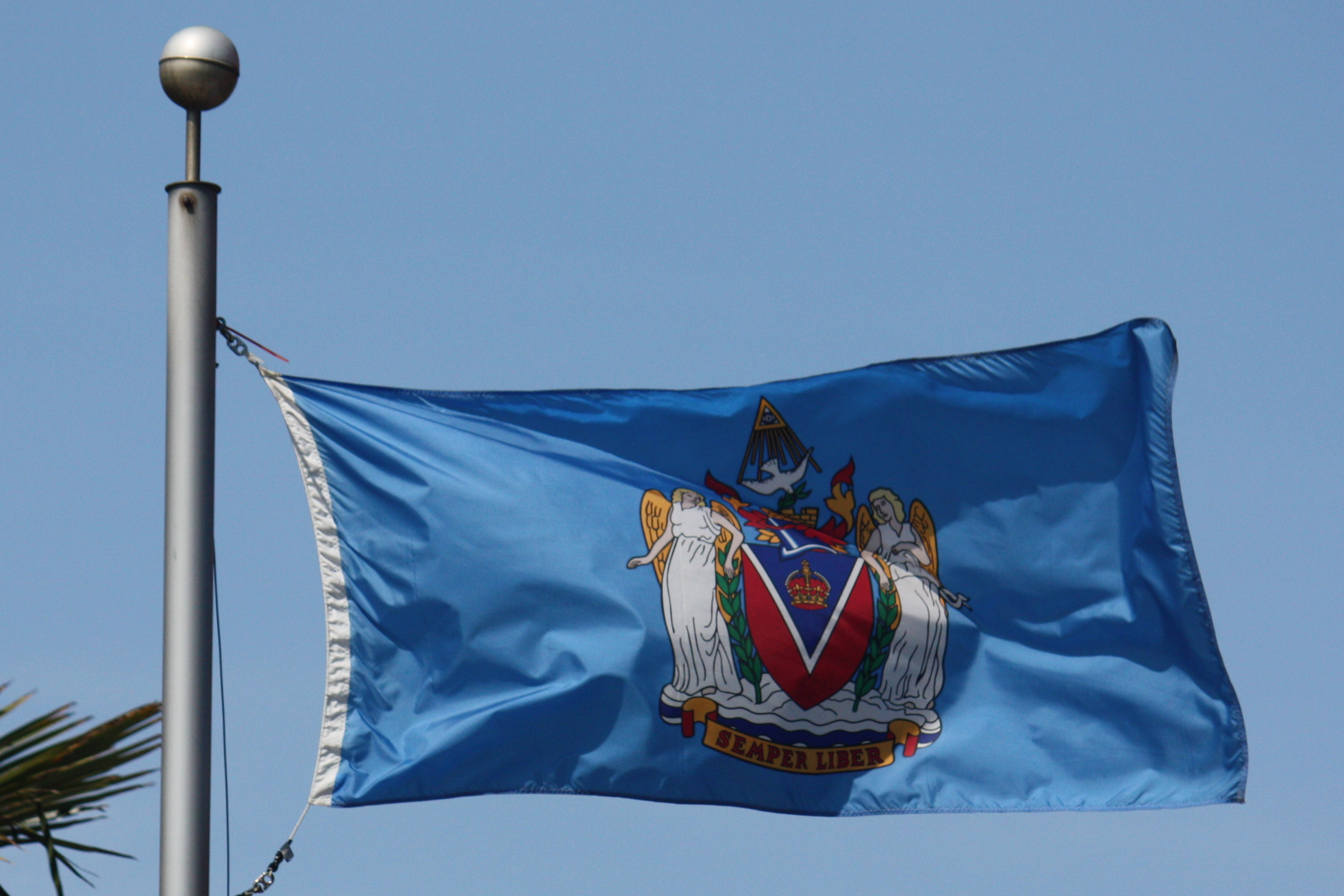
De vlag buiten het stadhuis van Victoria
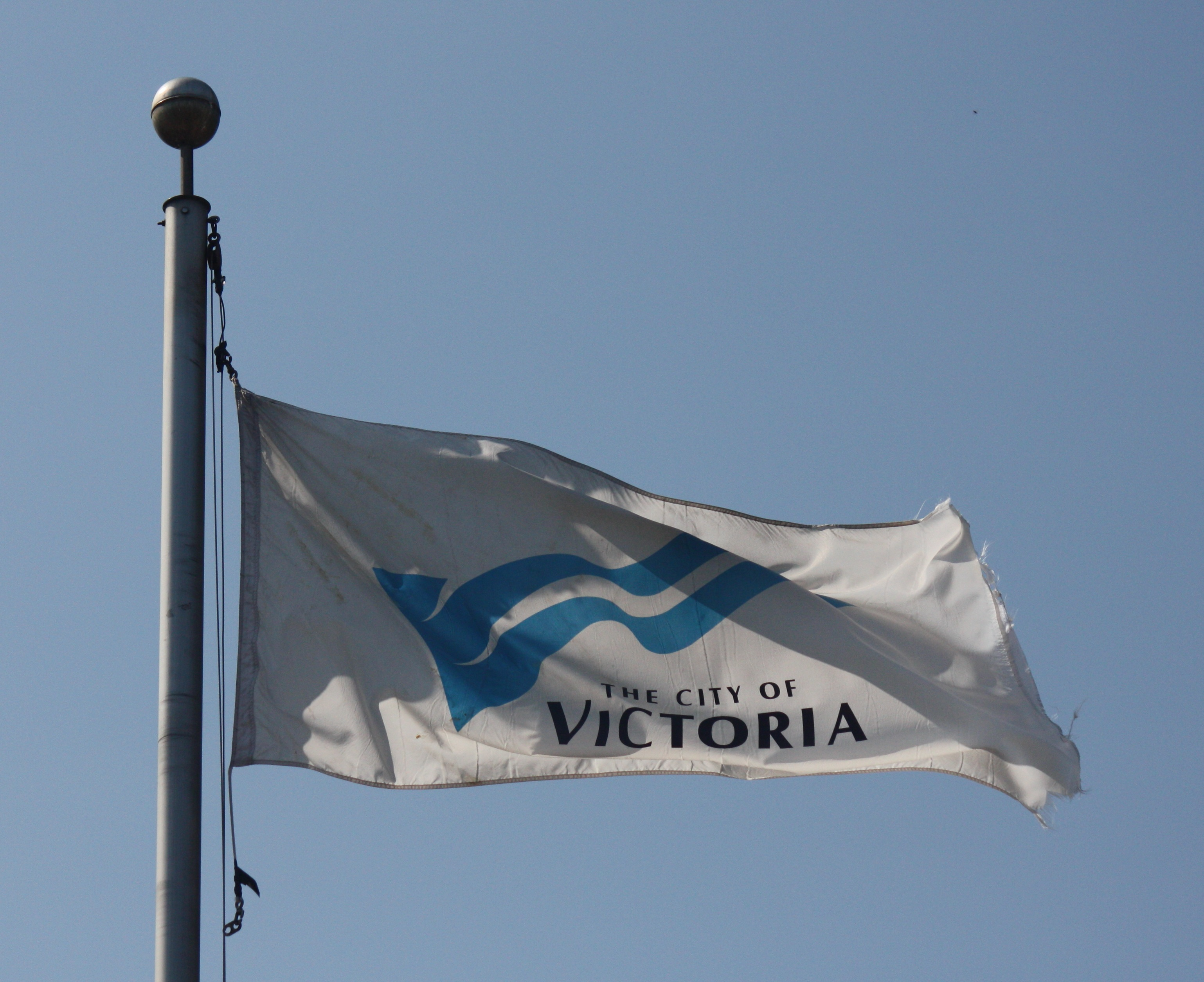
De alternatieve vlag in het Centennial Park in Victoria